# Tatort: Der Feinkosthändler
Der Feinkosthändler ist ein Fernsehfilm aus der Fernseh-Kriminalreihe Tatort der ARD und des ORF. Der Film wurde vom WDR produziert und am 10. September 1978 zum ersten Mal gesendet. Es ist die 91. Folge der Tatort-Reihe, der 15. Fall für Kommissar Haferkamp (Hansjörg Felmy) und seinen Assistenten Kreutzer (Willy Semmelrogge).

## Handlung
Während der Feinkosthändler Wever am Abend eine kleine Party gibt, klingelt Frau Böhmer an seiner Tür und möchte noch einige Lebensmittel nach Ladenschluss kaufen. Er begleitet seine Nachbarin in den Laden, assistiert ihr bei der Auswahl und fährt sie nach Hause. Obwohl sie ihn bittet, noch etwas zu bleiben, lehnt er ab und geht wieder. Doch im Auto hat er ihren Kaffee vergessen und stellt ihn vor die Tür, als sie nicht öffnet.
Am nächsten Morgen sieht das Ehepaar Wever auf dem Rückweg von der Kirche das Polizeiaufgebot vor Frau Böhmers Haus. Als die beiden dort eintreffen, erzählt ihnen Kommissar Haferkamp, dass Frau Böhmer in ihrem Schlafzimmer erschlagen wurde. Wever gibt an, er habe die Getötete nach dem Einkauf nach Hause gebracht. Er gerät unter Mordverdacht, da eine Packung Kaffee, die er der Nachbarin noch vor die Haustür gestellt hatte, später in der Küche vorgefunden wurde. Haferkamp und Kreutzer suchen die Familie Wever auf und konfrontieren Wever damit. Dessen Sohn Andreas wirkt dabei sehr angespannt und nervös.
Haferkamp versucht nun, mehr über Wever in dessen Geschäft zu erfahren, und vernimmt seine Angestellten. Die Angestellte Birgit Lampertz erzählt dem Kommissar von einer angeblichen intimen Szene zwischen Wever und Frau Böhmer in dessen Ladenbüro. Der Ermittler konfrontiert ihn damit. Wever, der Birgit für eine unzuverlässige Verkäuferin hält, fordert sie auf, die Unterstellungen zu unterlassen. Er ahnt nicht, dass sie und sein Sohn ein Paar sind.
Mittlerweile konnte Haferkamp herausfinden, dass Birgits Mutter die Putzfrau der Toten ist. Er entdeckt, dass einer der Schlüssel zu deren Haus verschwunden ist, und verdächtigt Birgit, ihn in Besitz zu haben. Außerdem folgert er aufgrund fremder Spuren im Bett der Toten, dass Birgit wahrscheinlich mit jemandem dort geschlafen hat. Als er Andreas auf dem Großmarkt im Beisein von Wever befragt, schweigt sich der Sohn aus. Auf dem Rückweg zum Laden gesteht er seinem Vater die Beziehung zu Birgit und die Tat. Er erschlug Frau Böhmer, als sie das Verhältnis seinem Vater melden wollte. Wever will zunächst seinen Sohn verstoßen, doch als dieser ein Geständnis bei Haferkamp ablegen will, denkt er um. Er verpflichtet seinen Sohn zu schweigen und untersagt ihm den weiteren Umgang mit Birgit.
Wever plant, Birgit aus dem Weg zu räumen, um die Sache zu vertuschen. Birgit und Andreas planen die Flucht. Das Geld dafür will sie von Wever erpressen. Er geht zum Schein darauf ein, um einen Grund zu haben, sie in eine Falle zu locken. Wever besorgt sich, von Kreutzer beschattet, eine Mülltonne, um die Leiche auf der Müllhalde verschwinden zu lassen. Nach Ladenschluss trifft er Birgit im Lager und versucht, sie mit einem Brecheisen zu erschlagen. Andreas macht sich derweil zu dem Treffpunkt im Bahnhof auf, den er mit ihr verabredet hat. Haferkamp folgt ihm dorthin. Andreas erkennt, dass Haferkamp ihn verfolgt und versteckt sich in einem vor der Abfahrt stehenden Zug. Beide Männer fahren letztendlich mit dem Zug ab, wobei Haferkamp Andreas stellt und ein Geständnis von ihm bekommt. Der Kommissar zieht die Notbremse des Zugs, um seine Kollegen verständigen zu können, da der Zug keinen Funk hat. Kreutzer und Streifenbeamte nähern sich kurz darauf dem Feinkostladen, in dessen Keller Birgit den Schlägen ihres Chefs auszuweichen versucht. Die Polizei kann sie retten. Haferkamp kommt mit Andreas per Taxi zum Laden zurück. Sowohl Wever, Andreas und Birgit werden festgenommen.

## Produktionsnotizen
Der Feinkosthändler wurde vom 24. April 1978 bis zum 31. Mai 1978 überwiegend in Essen und im Umland von München gedreht. Die Szenen im Feinkostladen und im Wohnhaus der Familie Wever entstanden in Oberschleißheim, nördlich von München. Das Gebäude, das als Feinkostgeschäft diente, wurde jedoch Mitte der 2000er Jahre abgerissen. An seiner Stelle steht heute ein Mehrfamilienhaus. Die Villa, in der Frau Böhmer wohnt, steht in Gräfelfing, südlich vom München. Die Szenen, in welcher Wevers Sohn seinem Vater den Mord an Frau Böhmer beichtet, entstanden in der Frankenstraße und dem Stiftmühlenbrink in Essen-Stadtwald. Ferner wurde an der St.-Laurentius-Kirche in Mintard, einem Stadtteil von Mülheim an der Ruhr, und am Essener Hauptbahnhof gedreht. In einer Szene ist die Siedlung Margarethenhöhe im Essener Süden zu sehen. Eine weitere Szene entstand an der Ruhrtalbrücke in Mülheim an der Ruhr.
Diese Folge erreichte bei ihrer Erstausstrahlung einen Marktanteil von 60,00 Prozent.

## Musik
Ein wiederkehrendes musikalisches Motiv dieser Tatort-Folge ist das Instrumentalstück Feuerland aus dem Album Flammende Herzen von Michael Rother. Als Hintergrundmusik für einige Szenen wurden zudem wenige Takte aus dem dritten Satz des von Jon Lord und Ian Gillan (Deep Purple) 1969 komponierten Concerto for Group and Orchestra verwendet. In Minute 40 ist das Intro von Let's Stick Together (Bryan Ferry & Roxy Music), zu hören, Mull of Kintyre von den Wings in Minute 54.

## Kritik
Die Kritiker der Fernsehzeitschrift TV Spielfilm beurteilten dieses „stimmige Psychogramm eines Provinztyrannen“ rückblickend positiv mit „alte, aber feine Fernsehkost aus den 70ern“.